# 盧奇基 (卡緬涅茨-波多利斯基區)
48°43′26″N 26°56′10″E / 48.72389°N 26.93611°E
盧奇基（烏克蘭語：Лучки），是烏克蘭的村落，位於該國西部赫梅利尼茨基州，由卡緬涅茨-波多利斯基區負責管轄，始建於1684年，面積0.9平方公里，2001年人口213，人口密度每平方公里236.7人。